# Paolo di Sabatino
Paolo Di Sabatino (Teramo, 26 settembre 1970) è un pianista, compositore, arrangiatore e produttore discografico italiano.

## Biografia
Studia pianoforte sin da piccolo sotto la guida del padre e si diploma a 20 anni al conservatorio di Bari, con il massimo dei voti oltre alla lode e la menzione speciale. Oltre a essere un pianista jazz, di Sabatino è anche compositore (Mario Biondi, Michele Placido, Grazia Di Michele) e arrangiatore (Antonella Ruggiero, Grazia Di Michele). A partire dal 2010 compare spesso con Antonella Ruggiero, oltre che nei CD Souvenir d'Italie e I regali di Natale, anche in esibizioni dal vivo; partecipa ai tour della cantante dal 2007 anche insieme a Renzo Ruggieri.
Dal 2008 incide per l'etichetta giapponese Atelier Sawano. Ha fatto numerosi tour in USA, Cina, Taiwan, Russia, Argentina, Cile, Giappone. Nel 2015 pubblica il suo primo libro dal titolo Tienimi dentro te. È docente e coordinatore del dipartimento di jazz al conservatorio dell'Aquila.
Nel 2017 collabora con Fabio Concato, arrangiando il suo album Gigi.

## Discografia

### Album
- 1994 - Harem (Paolo Di Sabatino Quartetto)
- 1996 - Foto Rubate (Paolo Di Sabatino Trio)
- 1997 - Dialogo a due (Fabrizio Bosso - Paolo Di Sabatino)
- 1999 - Introducing P. Di Sabatino (Paolo Di Sabatino 4tet)
- 2000 – Threeo (con John Patitucci e Horacio Hernández)
- 2001 – Cartolina dal Brasile (The Postcard from Brazil)
- 2002 – Italian Songs (Fabrizio Bosso with Paolo Di Sabatino)
- 2002 – Paolo Di Sabatino (con Javier Girotto, Stefano Di Battista, Daniele Scannapieco, Horacio El Negro Hernandez, Carlitos Puerto)
- 2004 – Bebedeira de ritmo (The Postcard from Brazil)
- 2005 – Interamnia Jazz Orchestra – con Alfredo Impullitti – guest Bob Mintzer
- 2005 – Funkallero
- 2005 – Ostinato - Paolo Di Sabatino ARK Trio
- 2008 - Ancora...e altre canzoni - Paolo Di Sabatino/Fabrizio Bosso
- 2008 - Atelier of Melody - Paolo Di Sabatino Trio (con M. Siniscalco e G. Di Sabatino) (solo per il Giappone)
- 2008 - Le canzoni di Caterina – Paolo Di Sabatino Piano Solo (solo per il Giappone)
- 2008 - Tango or not Tango - Paolo Di Sabatino/Davide Cavuti
- 2009 - The Sweetest Love - Paolo Di Sabatino Trio (solo per il Giappone)
- 2010 - Luna Del Sud - Paolo Di Sabatino Trio and Horns (solo per il Giappone)
- 2011 - Voices - feat Gino Vannelli, Fabio Concato, Peppe Servillo, Gegè Telesforo, Iva Zanicchi
- 2012 - Solo – Paolo Di Sabatino Piano Solo
- 2012 - Inni d'Italia - Paolo Di Sabatino – Renzo Ruggieri
- 2012 - The Way of Tulip' Paolo Di Sabatino Trio (con M. Siniscalco e G. Di Sabatino) (solo per il Giappone)
- 2012 - Giverny Grazia Di Michele e Paolo Di Sabatino Trio
- 2013 - Distant Look - Paolo Di Sabatino Quartet featuring John Abercrombie
- 2014 - Trace Elements - feat. Janek Gwizdala and Peter Erskine
- 2015 - Electric Job - Live in Teramo - Trace Elements feat. Christian Galvez and Jojo Mayer

### Singoli
- 2011 - Cosa ne sarà feat. Fabio Concato